# Ludwig Giersberg
Ludwig Giersberg (* 2. Dezember 1824 in Minden; † 8. September 1883 in Berlin) war ein deutscher Architekt und ranghoher preußischer Baubeamter.

## Leben

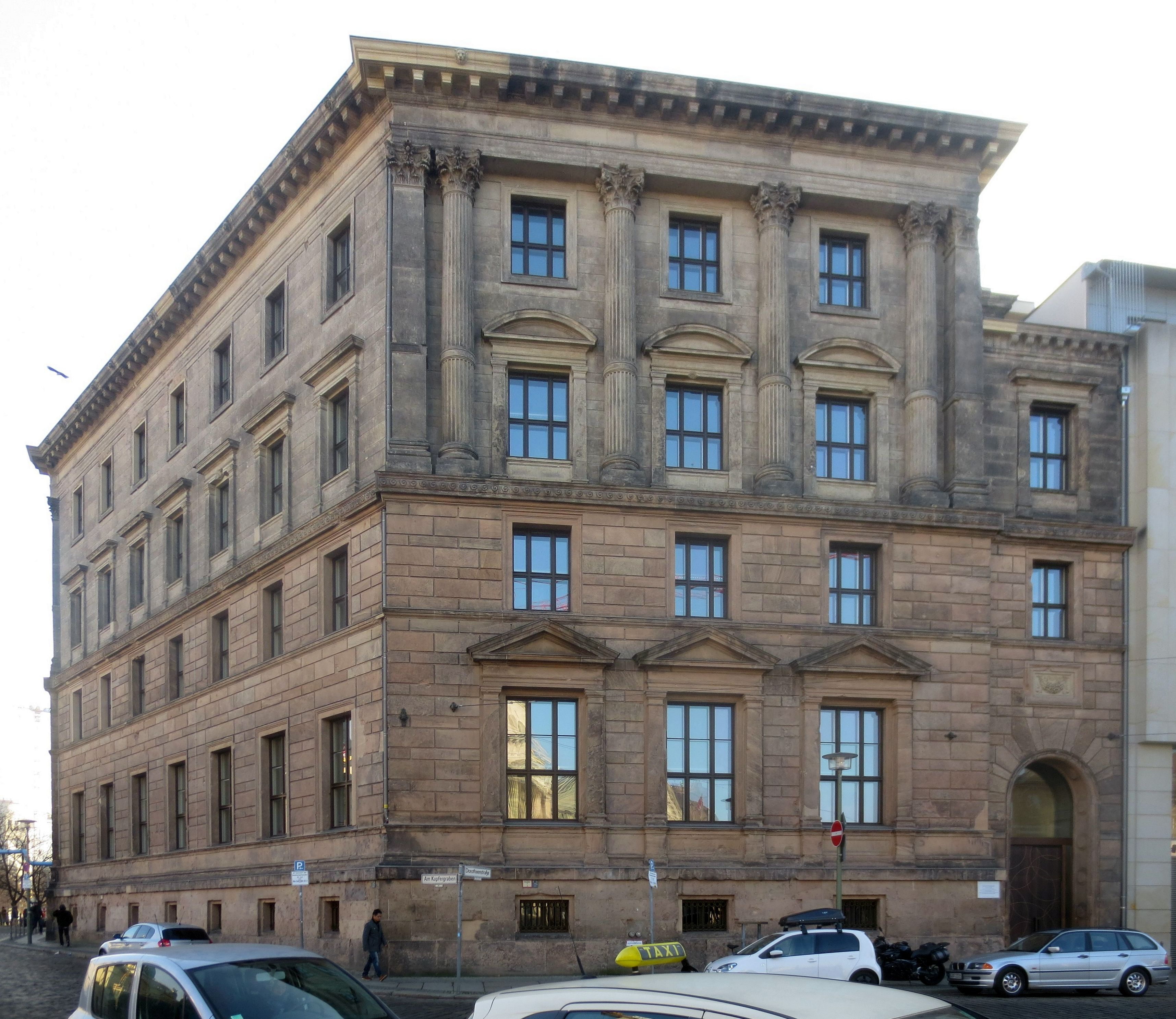
Gebäude der Verwaltung der direkten Steuern, Dorotheenstraße 1

Als zweiter Sohn eines Majors absolvierte er nach dem Abitur 1841 am Ratsgymnasium Minden zwei Vorbereitungsjahre im Baufach und besuchte ab 1843 die Berliner Bauakademie, die er 1847 mit der Vorprüfung für Staats-Baubeamte und vorzüglicher Beurteilung abschloss.
1852 legte er mit bestem Erfolg die zweite Staatsprüfung ab und wurde 1856 als Kreisbaumeister nach Kleve, 1865 als Ober-Bauinspektor nach Danzig versetzt, um 1866 in die Bauabteilung des Ministeriums für Handel in Berlin berufen zu werden. 1867 wurde er zum Regierungsbaurat und Mitdirigenten und 1868 endgültig zum Dirigenten der Ministerial-Baucomission unter Ernennung zum Regierungsbaurat ernannt. 1869 zum Geheimen und vortragenden Baurat im Ministerium für Handel befördert, zeichnete er verantwortlich für das im Zusammenhang mit Gymnasien, Seminaren und Unterrichtsanstalten für Kunst und Wissenschaft stehende Dezernat. 1875 wurde er zum Geheimen Ober-Baurath ernannt. Anlässlich der Einweihung des Joachimsthalschen Gymnasiums wurde ihm 1880 der Kronenorden II. Klasse verliehen. 1882 erhielt Giersberg den Roten Adlerorden II. Klasse mit Eichenlaub.

## Bauten und Entwürfe
Unter seiner Leitung als Dezernent wurden zahlreiche Bauten geplant, errichtet, erweitert und verändert – zum Teil auch nach eigenen Entwürfen.
- 1876–1880: Joachimsthalsches Gymnasium in (Berlin-)Wilmersdorf, Bundesallee (Entwurf von Heinrich Strack; heute Standort der Hochschule der Künste; unter Denkmalschutz)[1]
- 1878–1884: Technische Hochschule Charlottenburg in (Berlin-)Charlottenburg, Straße des 17. Juni (Entwurf von Richard Lucae; nach schweren Kriegsschäden verändert)
- 1879–1882: Gebäude der Verwaltung der direkten Steuern in Berlin, Dorotheenstraße 1 (unter Denkmalschutz)[2]
- 1881–1885: „Königliches Museum für Völkerkunde“ in Berlin-Kreuzberg, Stresemannstraße (Entwurf von Hermann Ende und Wilhelm Böckmann; zerstört)